# Bäcketjärnen, Jämtland
Bäcketjärnen är en sjö i Bräcke kommun i Jämtland och ingår i Indalsälvens huvudavrinningsområde.